# ربکا اس. هالستد
ربکا استیونز «بکی» هالستد (متولد ۱۹۵۹) افسر سابق ارتش ایالات متحده و اولین زن فارغ‌التحصیل وست پوینت است که افسر عمومی شد. او سی و چهارمین رئیس مهمات و فرمانده مرکز مهمات و مدارس ارتش ایالات متحده در آبردین پرووینگ گراند، مریلند بود.

## اوایل زندگی
هالستد در سال ۱۹۵۹ در ویلسی‌ویل، نیویورک متولد شد و در سال ۱۹۷۷ از دبیرستان کاندر فارغ‌التحصیل شد. او در سال ۱۹۸۱ با مدرک کارشناسی علوم از آکادمی نظامی ایالات متحده فارغ‌التحصیل شد و عضو کلاس دوم آکادمی بود که شامل زنان بود.

## اوایل خدمت

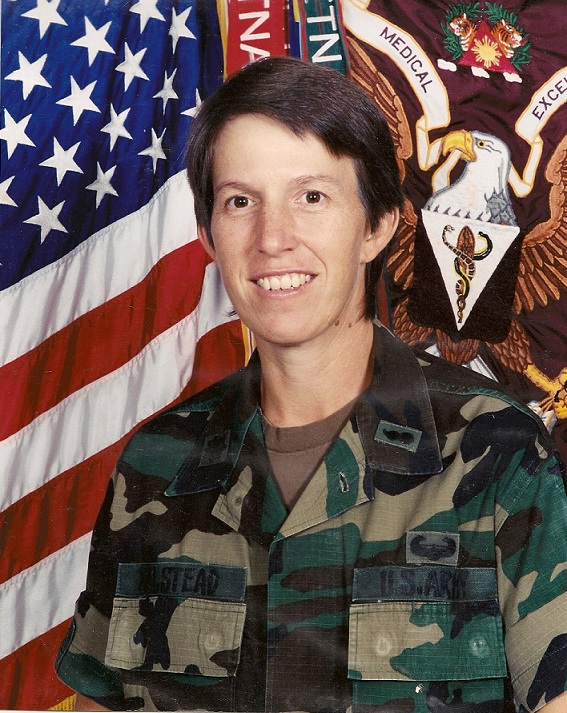
سرهنگ دوم هالستد، فرمانده، گردان پشتیبانی ۳۲۵ حمله، ۱۹۹۷

هنگامی که او به سپاه مهمات منصوب شد، مناصب اولیه او عبارت بودند از: رهبر دسته، افسر عملیات و افسر اجرایی در شرکت ۶۹ مهمات، گروه توپ‌خانه ۵۵۹ در ویچنزا، ایتالیا. فرمانده، ستاد فرماندهی و گروهان، گردان مهمات ۸۰، فورت لوئیس، واشینگتن؛ فرمانده، گروهان مهمات ۶۳، گردان مهمات ۸۰، فورت لوئیس، واشینگتن; و افسر مواد، گردان مهمات ۸۰، فورت لوئیس، واشینگتن. توپخانه
مأموریت‌های بعدی او نیز عبارت بودند از: افسر مأموریت، شاخه مهمات، فرماندهی پرسنل ارتش، الکساندریا، ویرجینیا؛ کمک‌کننده در اردوگاه نظامی، فرماندهی پشتیبانی تسلیحات ترکیبی و فورت لی، ویرجینیا؛ افسر عملیات پشتیبانی و افسر اجرایی گردان، گردان پشتیبانی پیشروی ۵۲۶، لشکر ۱۰۱ هوابرد، فورت کمبل، کنتاکی؛ افسر ستاد تدارکات و دستیار افسر اجرایی معاون رئیس ستاد تدارکات ارتش ایالات متحده؛ فرمانده، گردان پشتیبانی ۳۲۵، لشکر ۲۵ پیاده، پادگان اسکوفیلد، هاوایی؛ فرمانده، فرماندهی پشتیبانی لشکر ۱۰ کوهستان (DISCOM)، فورت درام، نیویورک، ازجمله وظیفه به‌عنوان افسر ستاد تدارکات (C-4) برای نیروهای ائتلاف در افغانستان در طول عملیات آزادی پایدار. و افسر اجرایی فرمانده رزمنده، فرماندهی جنوبی ایالات متحده، میامی، فلوریدا.

## اواخر خدمت

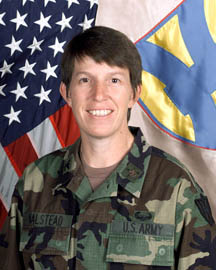
سرهنگ هالستد به‌عنوان معاون فرمانده پشتیبانی ۲۱ تئاتر، ۲۰۰۳

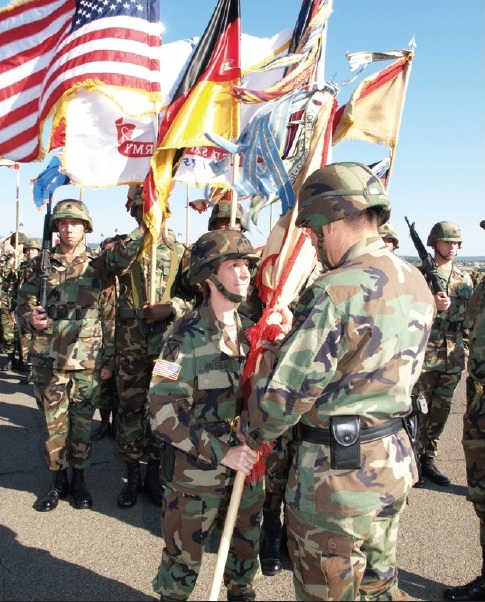
سرتیپ هالستد در مراسم تغییر فرماندهی، سومین رنگ COSCOM را پذیرفت، ۲۰۰۴

در سپتامبر ۲۰۰۳ هالستد به‌عنوان معاون فرماندهی پشتیبانی ۲۱ تئاتر در آلمان منصوب شد. در سپتامبر ۲۰۰۴ او به‌عنوان فرمانده فرماندهی پشتیبانی سپاه سوم (COSCOM) منصوب شد، ازجمله اعزام به عراق برای جنگ عراق. در ژانویه ۲۰۰۵، او به درجه سرتیپی ارتقا یافت، اولین زن فارغ‌التحصیل وست پوینت که به درجه افسر ژنرال دست یافت.
در سال ۲۰۰۶ هالستد به‌عنوان رئیس مهمات و فرمانده ارتش، مرکز مهمات ارتش ایالات متحده و آموزشگاه نظامی در آبردین پروینگ گراند، مریلند منصوب شد. در طول تصدی خود، او در برنامه‌ریزی تلاش ارتش برای ساده‌سازی زمینه‌های حرفه‌ای مهمات، حمل‌ونقل و تأمین با ایجاد یک شعبه تدارکات ترکیبی شرکت کرد. به‌عنوان بخشی از ابتکار عمل تنظیم مجدد و بسته شدن پایگاه (BRAC)، این ساده‌سازی شامل بسته شدن مرکز مهمات در میدان آزمایش آبردین و انتقال آن به فورت لیبود. او در ژوئن ۲۰۰۸ از ارتش بازنشسته شد.

## تحصیلات
هالستد فارغ‌التحصیل دوره‌های مقدماتی افسران مهمات ارتش و دوره‌های پیشرفته افسری است. او در سال ۱۹۹۳ مدرک کارشناسی ارشد هنر و علوم نظامی را از کالج فرماندهی و ستاد کل ارتش ایالات متحده در فورت لیونورث، کانزاس دریافت کرد و در سال ۲۰۰۰ مدرک کارشناسی ارشد علوم را در استراتژی منابع ملی از کالج ملی جنگ، فورت مک‌نیر، واشینگتن دی.سی. دریافت کرد

## افتخارات و نشان‌ها
افتخارات نظامی هالستد عبارتند از: مدال خدمات برجسته؛ مدال خدمات برتر دفاعی؛ دو جایزه لژیون افتخار; مدال ستاره برنزی؛ پنج جایزه مدال خدمات شایسته؛ دو جایزه مدال تقدیر ارتش؛ و مدال دستاورد ارتش. او همچنین نشان حمله هوایی و نشان شناسایی کارکنان ارتش را به دست آورد.

## پس‌از بازنشستگی
پس‌از بازنشستگی، هالستد به‌عنوان رئیس انجمن سپاه مهمات ارتش ایالات متحده انتخاب شد و به‌عنوان مدیر اجرایی برای توسعه رهبر به گروه پراویوس، یک شرکت مشاوره مستقر در ویرجینیا پیوست. او بعداً شرکت مشاوره خود را با نام «رهبری استوار» تأسیس کرد. علاوه‌بر این، او سخنگوی بنیاد پیشرفت کایروپراکتیک است.

## دیگر افتخارات
هالستد در سال ۲۰۰۷ جایزه پروژه ملی تاریخ زنان را برای «نسل‌های زنان درحال حرکت تاریخ به جلو» دریافت کرد. در سال ۲۰۱۱ او اولین زنی بود که اتاقی به نام او در هتل وست پوینت تایر وجود داشت. او همچنین در سال ۲۰۱۱ عضو تالار مشاهیر سپاه مهمات شد. در سال ۲۰۱۳ او به تالار مشاهیر زنان نیوجرسی معرفی شد. در سال ۲۰۲۱، هالستد به تالار مشاهیر ملی زنان نیز راه یافت.